# Franc Červan
Franc Červan (ur. 14 października 1936 w Podgorze, zm. 7 listopada 1991 w Celje) – słoweński lekkoatleta długodystansowiec, olimpijczyk. W czasie swojej kariery reprezentował Jugosławię.

## Życiorys
Zajął 7. miejsce w biegu na 10 000 metrów na mistrzostwach Europy w 1962 w Belgradzie. Zdobył srebrny medal na tym dystansie na igrzyskach śródziemnomorskich w 1963 w Neapolu, przegrywając jedynie z Tunezyjczykiem Mohammedem Gammoudim. Na igrzyskach olimpijskich w 1964 w Tokio zajął 10. miejsce w biegu na 10 000 metrów i odpadł w eliminacjach biegu na 5000 metrów, a na mistrzostwach Europy w 1966 w Budapeszcie zajął 11. miejsce w biegu na 10 000 metrów, odpadł w eliminacjach biegu na 5000 metrów i nie ukończył maratonu.
Zwyciężał w biegu na 10 000 metrów w mistrzostwach krajów bałkańskich w 1963, 1964 i 1966 oraz.
Był mistrzem Jugosławii w biegu na 5000 metrów w 1966 i w biegu na 10 000 metrów w 1962, 1965 i 1966, a także w biegu przełajowym na krótkim dystansie w 1963 i 1966, na długim dystansie w 1964 oraz w biegu partyzanckim na 26 kilometrów w 1967.
Trzykrotnie poprawiał lub wyrównywał rekord Jugosławii w 10 000 metrów do czasu 29:00,8 uzyskanego 30 sierpnia 1966 w Budapeszcie. Był to najlepszy wynik w jego karierze. Rekord życiowy Červana w biegu na 5000 metrów wynosił 13:59,8 i został ustanowiony 25 października 1962 w Celje.